# Хуан Гільєрмо Ріпперда
Хуан Гільєрмо, 1-й герцог Ріпперда (ісп. Juan Guillermo Ripperdá; 7 березня 1684 — 5 листопада 1737) — іспанський політик, прем'єр-міністр (секретар Універсального бюро) країни.

## Життєпис
За його власними словами родина Хуана Гільєрмо мала іспанське походження. Втім таке твердження навряд чи має право на життя. Його батько, барон Луїрдт Ріпперда тот-Вінсум, був голландським військовиком. Насправді, родина Ріпперда була однією з найстаріших та найвпливовіших шляхетних родів у Гронінгена.
1715 року отримав пост посла Голландії в Мадриді. Невдовзі він завоював особливу довіру королеви Єлизавети Фарнезе та став її агентом. 1725 року Ріпперда був відряджений до Відня, де він підписав оборонний договір з Австрією, за що отримав титул герцога. У грудні того ж року він очолив іспанський уряд. Гільєрмо все ж був політичним авантюристом, тому його кар'єра швидко завершилась. 1726 року спалахнув скандал з австрійцями через обіцянки, які роздавав прем'єр, тим більше, що він не був уповноважений це робити. У квітні того ж року він був звільнений з посади голови уряду. Після цього він втік від люті іспанців до посольства Великої Британії. 1728 року йому вдалось утекти до Голландії. Подальша його доля наразі не зрозуміла.